# 程异
程（8世纪?—819年），字師舉，京兆府长安县（在今陕西省西安市境）人。唐代政治人物，唐順宗時，參與王叔文領導的永貞改革，失敗後，成為被流放的八司马之一。唐宪宗时，短暂的担任同中书门下平章事（实质宰相）。子程巽。

## 簡介
出身世族，明經及第，補鄭縣縣尉。受王叔文的提拔，進入永貞改革的團隊，廢除宮市、五坊小兒等弊政，整肅宦官兵權，順宗被宦官俱文珍發動的政變逼退，號稱太上皇；唐憲宗李純即位，史稱永貞內禪，贬郴州司马，为“八司马”之一。
後因吏部尚书李巽推荐，授侍御史，任鹽鐵揚子院留後，又遷任淮南等道兩稅司。
元和十三年（818年）九月，以工部侍郎同中书门下平章事，犹领盐铁。
次年四月去世，程异逝世于官邸，无遗产，世重其廉。追赠尚书左仆射，谥曰恭。
裴度說他：“程异雖人品庸下，然心事和平，可處煩劇，不宜為相。”

## 延伸阅读
[在维基数据编辑]
 在维基文库阅读此作者作品
 《舊唐書/卷135》，出自刘昫《舊唐書》
 《新唐書/卷168》，出自《新唐書》